# اکسیژن (فیلم ۲۰۲۱)
اکسیژن (فرانسوی: Oxygène‎) یک فیلم علمی تخیلی به کارگردانی الکساندر آژا می‌باشد که در سال ۲۰۲۱ توسط نتفلیکس منتشر شد. در این فیلم ملانی لوران، ماتیو آمالریک و مالک زیدی به ایفای نقش پرداختند.